# Félix Lepeletier
Pour les autres membres de la famille, voir Famille Le Peletier.
Ferdinand Louis Félix Le Peletier de Saint-Fargeau, né le 1er octobre 1767 à Paris, mort le 3 janvier 1837 à Neuilly, est un révolutionnaire français. Frère cadet du conventionnel Louis-Michel Lepeletier de Saint-Fargeau, il s'engage en politique après l'assassinat de celui-ci, en janvier 1793, et devient une personnalité politique influente dans les milieux jacobins.

## Biographie

### Un jeune gentilhomme

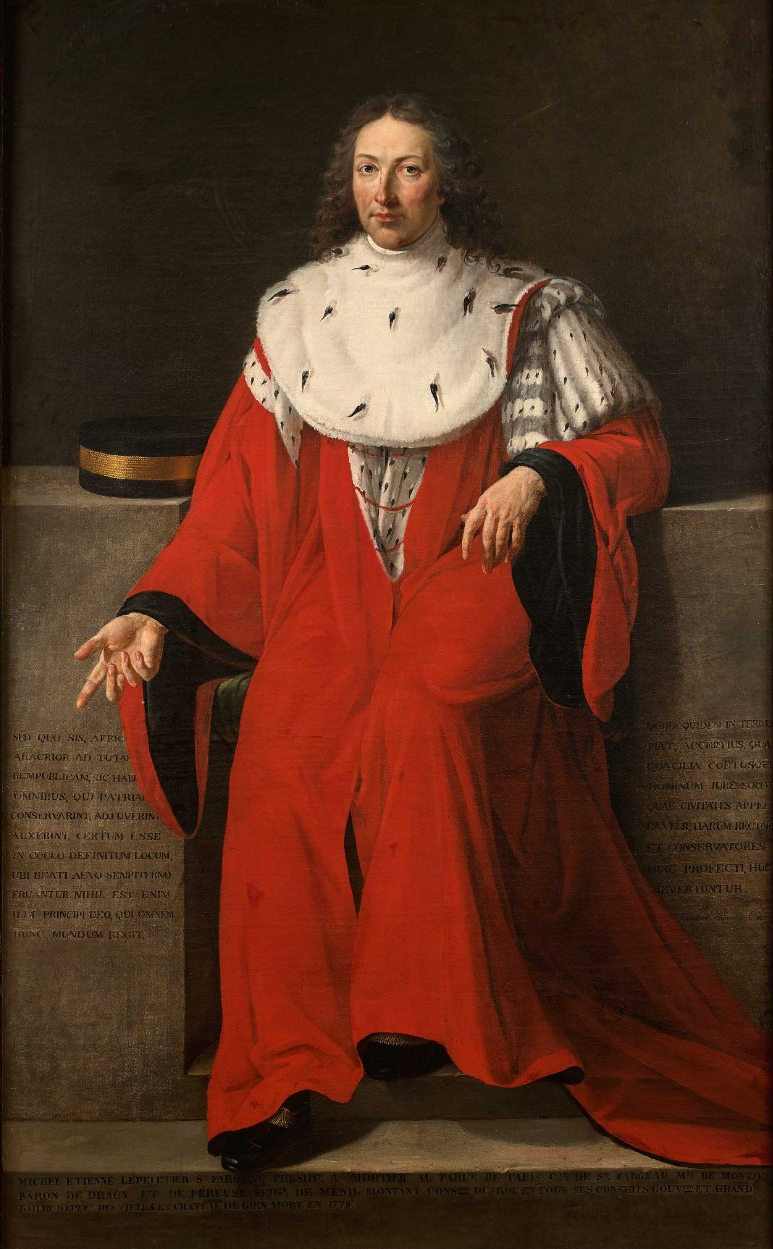
Portait rétrospectif de Michel-Étienne Le Peletier de Saint-Fargeau, commandé en 1807 par son fils Félix à Marie-Guillemine Benoist.

Descendant d'une famille de la noblesse de robe, Félix Lepeletier est le fils de Michel-Étienne Le Peletier de Saint-Fargeau (1736-1778), président à mortier du Parlement de Paris, et de sa seconde épouse, Louise-Adélaïde Randon (née le 9 mai 1747). 
Il est le demi-frère du conventionnel Louis-Michel Lepeletier de Saint-Fargeau (1760-1793) et le frère de l'entomologiste Amédée Louis Michel Lepeletier (1770-1845).
Au début de la Révolution française, Félix Lepeletier commence une brillante carrière dans les armes et sert comme aide de camp auprès du prince de Lambesc, parent de Marie-Antoinette et commandant du régiment de cavalerie Royal-Allemand. Le 12 juillet 1789, ce régiment sabre la foule parisienne massée aux Tuileries. La participation à l'événement de ce lecteur de Rousseau, Mably et Helvétius a été discutée. Lui-même s'en est toujours défendu, et il semble qu'il ait abandonné sa fonction avant l'événement.
Avec la prise de la Bastille, le 14 juillet 1789, et l'abolition des privilèges, le 4 août, les événements se précipitent. Tandis que la plupart des membres de sa famille émigrent, Félix Lepeletier choisit de rester à Paris auprès de son frère aîné, Michel, un des nobles libéraux les plus engagés dans le processus révolutionnaire. Cependant, les préoccupations de Félix sont alors moins politiques que sentimentales ; beau jeune homme de 23 ans, il est surtout connu dans Paris pour ses frasques amoureuses, que la presse relate en parlant des conquêtes du « blondinet » ou de « l'Alcibiade de la Révolution ». Parmi ses nombreuses maîtresses, Félix Lepeletier fait la conquête de la sulfureuse Thérésa Cabarrus, épouse du marquis de Fontenay, et on lui prête une aventure avec Joséphine de Beauharnais. Il se lie également avec Barras, connaissance qui s'avérera utile par la suite. Jusqu'en 1795, il habite avec sa mère, à l'hôtel Le Peletier, place Vendôme (actuel no 6).

### L'engagement politique
La mort de son frère Michel Lepeletier de Saint-Fargeau, frappé le 20 janvier 1793 d'un coup de poignard mortel par un ancien garde du corps du roi, alors que la Convention vient de voter en faveur de l'exécution immédiate de Louis XVI, marque une rupture brutale dans la vie de Félix Lepeletier. Héros national, premier « martyr de la liberté », son frère entre au Panthéon. Étant son plus proche parent, Félix est amené à jouer un rôle important lors des obsèques, puis dans le culte qui est rendu à sa mémoire, dans l'ensemble du territoire national. Le 21 février suivant, il offre à l'Assemblée un buste de son frère, œuvre de Jean-Baptiste Fleuriot-Lescot, buste placé, sur proposition de David, dans la salle des séances, à côté de celui de Brutus. Par ailleurs, il sollicite l'honneur de présenter à la Convention le plan d'éducation rédigé par son frère, demande d'abord accueillie favorablement. Toutefois, quand Chabot demande à ses collègues de fixer la date, lors de la séance du 3 juillet, jugeant qu'il serait d'un mauvais exemple de permettre à un simple citoyen de parler à la tribune, l'Assemblée revient sur sa première décision et décrète que le document sera seulement imprimé aux frais de la République. Finalement, c'est Maximilien de Robespierre qui le présente, au nom du comité d'instruction publique, le 13 juillet.
Grâce à l'aura de son frère défunt, Félix Lepeletier est admis au Club des Jacobins, bien qu'il n'ait pas encore l'âge requis ; en juillet 1793, il rédige et lit l'adresse honorant les mânes de Marat, assassiné comme Michel Lepeletier ;  en août, il est élu secrétaire des Jacobins. Sous la Terreur, bien que noble, Félix n'est guère inquiété, même s'il est contraint de rendre sa carte de membre du club des Jacobins comme ci-devant noble à l'automne, et sauve le château de Saint-Fargeau de la destruction. Entré en politique à la suite de l'assassinat de son frère, dont il rappelle fréquemment le martyre, Félix Lepeletier s'engage d'emblée dans la défense des idéaux jacobins et combat en faveur de la promotion de la démocratie.
Après le 9-Thermidor, l'attachement de Lepeletier à l'idéal démocratique ne se dément pas sous la réaction thermidorienne, le Directoire, le Consulat, l'Empire et la Restauration. Figure du néo-jacobinisme, il fait partie du club du Panthéon. Grâce à sa fortune, il finance diverses feuilles, tâtant lui-même du journalisme dans les colonnes du Journal des Hommes libres (où il controverse avec Poultier), du Censeur des journaux de Jean-Pierre Gallais (1756-1820) et du Courrier républicain de l'abbé Jean-Charles Poncelin de la Roche-Tillac (1746-1828).
Entré en relation avec Gracchus Babeuf, il devient l'un de ses principaux bailleurs de fonds avec l'ancien conventionnel Amar. En germinal, il fonde le Directoire secret de salut public avec Babeuf, Antonelle, et Sylvain Maréchal, assurant la liaison avec le Comité Amar et le club du Panthéon. Les Égaux se réunissent à plusieurs reprises dans sa maison du Petit-Montreuil. Quand la conspiration des Égaux est éventée, il échappe aux poursuites, peut-être grâce à la protection de Barras. De même, selon certaines sources, Carnot l'aurait reçu la veille de l'affaire du camp de Grenelle, en septembre 1796, ou du moins l'aurait averti qu'il s'agissait d'un piège. Jugé par contumace à Vendôme, il est acquitté le 8 prairial an IV (27 mai 1796). Obéissant alors au vœu de Babeuf, il subvient aux besoins de la famille du Tribun du Peuple et adopte son fils aîné, Émile, dont il paie l'éducation. Au lendemain du coup d'État du 18 fructidor an V, il affirme publiquement son soutien aux Babouvistes et aux rescapés du camp de Grenelle et réclame leur réhabilitation, ainsi que l'octroi de secours à leurs familles. En 1799, il est l'un des principaux animateurs du club du Manège, où il énonce un discours jacobin modéré.

### Entre opposition et ralliement
Après le coup d'État du 18 brumaire, qui conduit Bonaparte au pouvoir, la répression s'abat sur les milieux jacobins. Soixante députés sont destitués, la presse patriote muselée, les clubs fermés. Avec 36 autres démocrates, dont quatre députés, Lepeletier est condamné à la déportation à Cayenne, tandis que 22 autres, dont nombre de députés, sont exilés en province,; cette dernière mesure est finalement abandonnée. En revanche, il est bien compris sur les listes de déportation après l'attentat de la rue Saint-Nicaise du 3 nivôse an IX (24 décembre 1800) ; dans l'entretemps, il avait osé organiser dans sa terre de Bacqueville une colonie de républicains « purs » avec Antonelle. Arrêté le 14 nivôse an IX (4 janvier 1801), il est transféré à l'île de Ré. De retour en 1803 à Paris, où sa présence inquiète assez les autorités pour qu'il soit enfermé au Temple, il est envoyé en résidence surveillée à Genève, où il parvient malgré tout à se rapprocher de la Société des Philadelphes, opposée au régime bonapartiste. En décembre 1804, il bénéficie d'une amnistie lors du sacre de Napoléon, mais refuse la Légion d'honneur que Carnot lui a fait offrir.
De retour en France, après un an de proscription, en 1805, il est placé sous surveillance spéciale jusqu'en 1806 et ne dispose ni de liberté d'action ni de liberté de déplacement ; tout séjour dans la capitale lui est interdit ainsi que dans les environs de Paris alors que sa propriété se trouve à Versailles, au village du Petit-Montreuil. Il doit donc se retirer en Normandie, où le régime lui offre, en 1811, une place de maire de Bacqueville et de président de canton pour le tenir tranquille, loin de la politique ; Lepeletier accepte pour renouer avec le philanthropisme, comme au temps du babouvisme.
Au retour des Bourbons, toutefois, Lepeletier publie un opuscule, Au Roi sur le serment à prêter par les maires et autres fonctionnaires publics, par le comte Félix Le Peletier de Saint-Fargeau, propriétaire, ancien maire, ancien président du canton de Bacqueville (Seine-Inférieure), dans lequel il se prononce contre tout serment mais laisse envisager un ralliement à une « monarchie tempérée ». Ayant refusé de prêter le serment de fidélité au roi demandé à l'ensemble des fonctionnaires, il démissionne de ses fonctions.
Quelques mois plus tard, le retour de Napoléon, lors des Cent-Jours, fait espérer à Lepeletier, ainsi qu'à tous les nostalgiques de la Révolution, un « second 10 août ». Élu député à la chambre des représentants par le collège électoral de Dieppe, par 52 voix sur 68 votants, il se montre confiant devant les déclarations de Napoléon Ier et adhère à l'Acte additionnel, acclamant l'Empereur au Champ de mai. Devant les menaces extérieures, il propose même qu'il soit déclaré « sauveur de la patrie », le 8 juin. En « vieux républicain », rejeté dans l'opposition et persécuté par Napoléon sous le Consulat et l'Empire, il affirme faire le sacrifice de ses griefs politiques et personnels contre Napoléon, afin de soustraire la France à une seconde restauration des Bourbons, au joug de l’étranger, en se plaçant derrière l'Empereur. Le 30 mai, il publie une proclamation, en qualité de commissaire impérial, pour le département de Seine-Inférieure, où il s'est rendu avec des pouvoirs illimités.

### Un vétéran de la Révolution

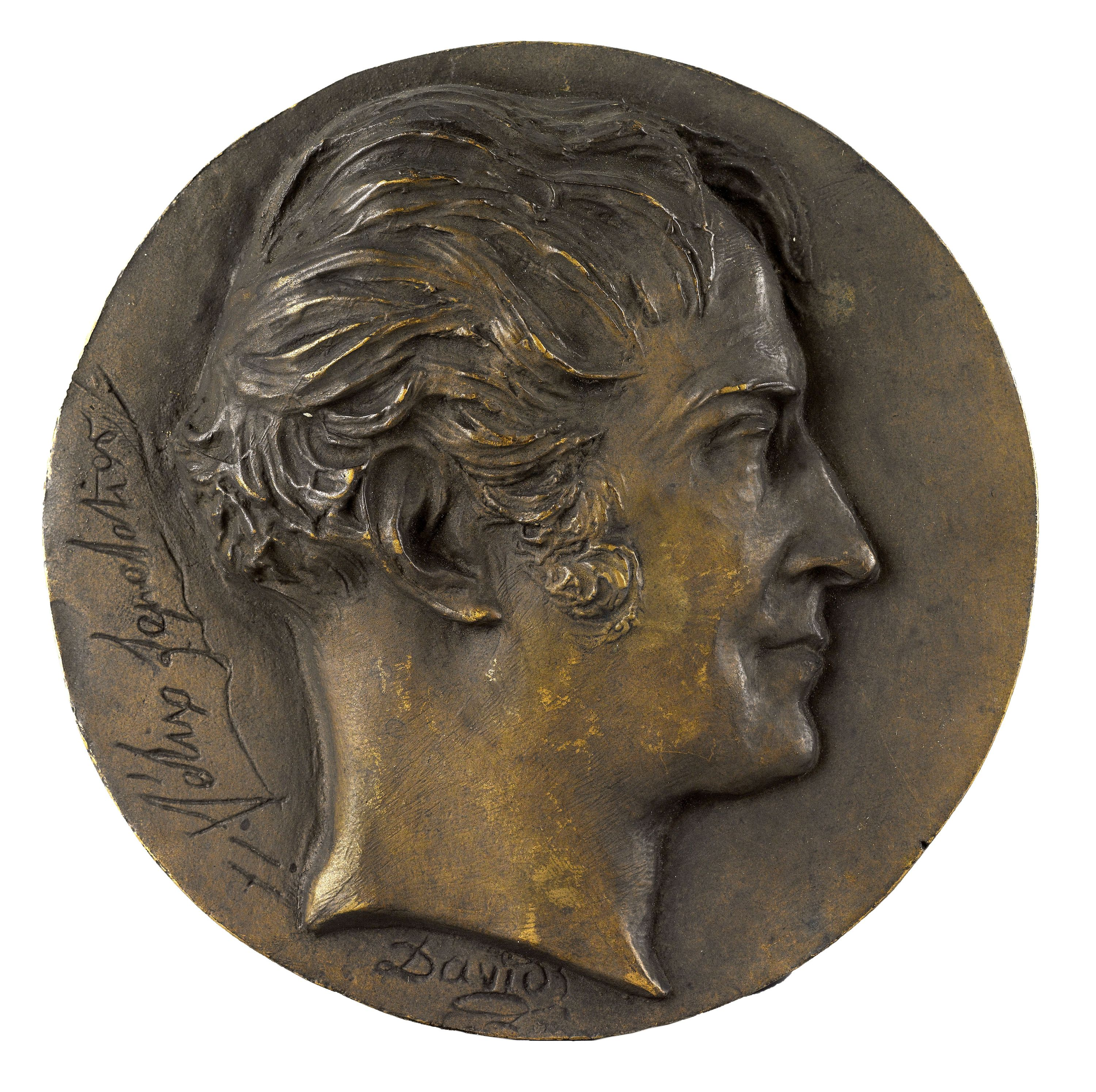
Félix Lepeletier de Saint-Fargeau, médaillon de David d'Angers

Après le retour des Bourbons, Félix Lepeletier est arrêté en juillet 1815 et mis en prison. Libéré, il tente de rejoindre ses terres, où il manque d'être assassiné par une bande de royalistes qui ravage sa propriété en l'attendant. Quand il se rend à Paris pour porter plainte, la police l'arrête une seconde fois, et il est décrété de bannissement. Quittant alors la France, il rejoint la Belgique, où de nombreux révolutionnaires le suivent après le vote de la loi contre les régicides en 1816. Séjournant un temps à Bruxelles, Liège et Namur, il doit bientôt fuir la Belgique pour l'Allemagne, où il réside successivement à Aix-la-Chapelle, Cologne, Coblence, Francfort-sur-le-Main. Finalement, en avril 1819, il obtient de pouvoir rentrer en France.
Là, il continue à mener une action politique active, fréquentant les milieux libéraux, notamment ceux de Seine-Inférieure, dans les années 1820, ainsi que les milieux de la Charbonnerie, et renouant avec le babouviste Philippe Buonarroti en 1830. Doutant depuis l'échec des Cent-Jours de la possibilité de rétablir la République, Lepeletier, après la chute des Bourbons en 1830, accepte l'idée d'une monarchie constitutionnelle, qui doit son pouvoir au peuple. Mais, déçu par la tournure conservatrice du régime de Louis-Philippe dès la fin de 1830, il s'engage dans l'opposition républicaine et démocrate à la monarchie de Juillet et entre dans des sociétés républicaines. Il semble avoir notamment adhéré à l'Association pour la défense de la liberté de la presse.
La même année, il reprend et complète une Histoire de la Révolution et de la Restauration, vaste manuscrit in folio de cinq cartons de 300 pages chacun commencé en 1816 et poursuivi en 1826-1828. L'ouvrage, inédit, est achevé en 1834. 
Homme passionné et d'une grande ténacité, il incarne de façon dynamique, malgré l'âge et la maladie, la figure du vétéran de la Grande Révolution jusqu'à sa mort, 5 rue de Clichy, alors dans la commune de Neuilly, en 1837.
En 1835, il a rédigé un testament instituant pour légataires universelles Mme Hemme ou Heim, décrite comme sa fille naturelle, et Mlle Cazin,.

## Mandat de député
- 10 mai-13 juillet 1815 : député constitutionnel libéral de Seine-Inférieure[18].

## Œuvres
- Discours de Félix Lepeletier près du corps de son frère au Panthéon français, imprimé par ordre de la Convention nationale, janvier 1793
- Vie de Michel Lepeletier, imprimée par délibération de la Société des Jacobins, 1793
- Réflexions sur le moment présent, offertes à la Convention nationale, floréal an III
- Vote motivé de Félix Lepeletier sur la constitution de l'an III, floréal an III
- Réflexions sur le moment présent, faisant suite à celles offertes en l'an III à la Convention, an IV
- ''Au Roi sur le serment à prêter par les maires et autres fonctionnaires publics, par le comte Félix Le Peletier de Saint-Fargeau, propriétaire, ancien maire, ancien président du canton de Bacqueville (Seine-Inférieure), octobre 1814